# Sam Dreben
Coronel Sam Dreben (a veces mal escrito como "Drebben"), más conocido como el judío Bélico, fue un judío expatriado de Ucrania, un oficial militar que se destacó por su uso con la metralladora y un mercenario que sirvió en el Ejército de Estados Unidos en Filipinas, durante la construcción del Canal de Panamá, en la Expedición Punitiva, y la Primera Guerra Mundial. También luchó en movimientos de liberación nacional en Honduras, Guatemala, Nicaragua, y en la Revolución mexicana, donde luchó primero junto a Francisco I. Madero y después de su muerte al lado de Pancho Villa.

## Inicios
Nació en Poltava (Rusia) el 1 de junio de 1878; hijo de padres judíos, sus padres querían que fuera rabino, pero a Dreben no le parecía la idea pues soñaba desde pequeño en ser soldado. Cuando Dreben cumplió la mayoría de edad, se encontró con que un judío no podía entrar en el ejército del zar, por lo que emigró a Alemania buscando mejores oportunidades, pero estas fueron negadas, regresando así a su pueblo natal, donde se dedicó al campo. Escuchando historias del continente americano, decidió embarcarse para Londres, donde trató de colocar una tienda, sin conseguir nada, por lo que emigró a Liverpool, donde consiguió un puesto de marinero, que le brindó la oportunidad de salir de Europa. Con el dinero que ahorró, llegó a Nueva York (Estados Unidos) en 1889 como inmigrante de Rusia.

## Ejército estadounidense
En 1899 la Guerra Filipino-Estadounidense estaba por comenzar por lo que decide enlistarse al Ejército y luchar en la guerra. Al término de esta, decide luchar en China durante la Rebelión de los Bóxers y al término de esta regresa a San Francisco donde es enviado a vigilar el Canal de Panamá. Peleó junto al General Lee Christmas.

## Revolución mexicana
Sin embargo se fogueo en la Revolución mexicana, llegando a ser Coronel, primero junto a Francisco Villa y después leal a Venustiano Carranza y después acabado casi en su totalidad la lucha pelea en la Primera Guerra Mundial. Murió el 15 de marzo de 1925.
En la Revolución Mexicana, Drebin se unió a las fuerzas de Francisco I. Madero como artillero. Después del asesinato de Madero en 1913, trabajó para Felix A. Sommerfeld en El Paso, Texas, contraandeando armas para las fuerzas de Pancho Villa, y haciendo misiones de sabotaje en México para Sommerfield en su servicio secreto. Cuando más tarde se hizo la infame invasión a Columbus, Nuevo México el 9 de marzo de 1916, asesinando algunos civiles, Debrin se unió a la "Expedición Punitiva" enviada por una indignada nación estadounidense para traer a su antiguo compañero de arman a la justicia. Debrin sirvió como explorador haciedo buena amistad con el comandante de la expedición John "Black Jack" Pershing. Los estadounidenses nunca pudieron capturar al evasivo Pancho Villa y este fiasco, hicieron que la expedición se terminará en 1917.
A principios de 1917, Drebin (de 39 años), se casó con Helen Spence de 19 años. Tuvieron una hija. Cuando los Estados Unidos entraron a la Primera Guerra Mundial regresó al ejército en al 141.º Regimiento de Infantería, perteneciente a la 36| División de Infantería. Estando en acción en Francia, recibió información del fallecimiento de su hija.
Drebin una vez más de distinguió en combate. Por su valentía en St, Etienne, Francia en octubre de 1918 fue ascendido al rango de sargento con la Cruz Distinguida del Servicio, la Cruz de Guerra y la Medalla militar, el honor francés más alto. El general Pershing, ahora comandante de la Fuerza Expedicionaria Estadounidense, lo nombró como"el último soldado y uno de los hombres más valientes que el había conocido".

## Vida posterior a la guerra
Al terminar la guerra, Drebin regresó a El Paso, donde se divorció de su esposa por infidelidad durante su ausencia. El héroe de guerra se estableció e inició un negocio con éxito.
En 1921, recibió otro honor. Fue seleccionado por el General Pershing como uno de los portadores honorarios (solo con otro héroe de la Primera Guerra Mundial, Alvin York) para el monumento del Soldado Desconocido en el Cementerio Nacioal en Arlington el 11 de noviembre.
Ese mismo año, Drebin y otros fueron reclutados por la policía de El Paso para la extraditar ilegalmente a un prisionero fugado, Phil Alguin, quien había asesinado al detective de la Policía de Los Ángeles, el sargento John J. Fitzgerald. Los hombres prepararon una falsa oficina médica en Ciudad Juárez, Chihuahua, México, anunciando la eliminación de tatuajes. El plan era que cuando  Alguin fuero para tratamiento, le aplicarían anestésico y llevarlo a El Paso, Texas. Pero Alguin nunca perdió el estado de alerta, empezando a llorar para pedir auxilio. Drebin y los otros fueron detenidos, pero luego liberados de la prisión después de tres días debido ala presión de los Estados Unidos.
En 1923 se casó por segunda ver con Meade Andrews, quién lo convenció para mudarse a California para un nuevo inicio.
El 15 de marzo de 1925, Drebin murió cuando una enfermera en forma accidental le inyectó una sustancia muy fuerte. Los periódicos informaron a todo el país, incluyendo el New York Times y El Paso Times, rindieron tributo. El famoso columnista Damon Runyon escribió una eulogía y la legislatura de Texas instituyó un día en su honor. Se encuentra sepultado en Glendale, California's Grand View Memorial Park Cemetery.